# Desapropriação
Desapropriação (português brasileiro) ou expropriação (português europeu) é o procedimento pelo qual o Poder Público, fundado na necessidade pública, utilidade pública ou interesse social, compulsoriamente, despoja alguém de certo bem, móvel ou imóvel, adquirindo-o para si em caráter originário, mediante justa e prévia indenização. É, em geral, um ato promovido pelo Estado, mas poderá ser concedido a particulares permissionários ou concessionários de serviços públicos, mediante autorização da Lei ou de Contrato com a Administração. 

## No Brasil
Fundamenta-se o direito de propriedade no Art. 5º, XXII da Constituição Brasileira de 1988, porém o constituinte originário, logo em seguida, afirma que esta deverá atender à sua função social (Art. 5º, XXIII), e estabelece a previsão constitucional de desapropriação por necessidade ou utilidade pública, ou por interesse social, mediante prévia e justa indenização, o que torna plenamente legítima a desapropriação pelo Estado pautada em lei. Logo, a declaração de utilidade pública deve constar fundamento legal, descrição do bem, a destinação proposta e a manifestação do Poder Público. 

### Desapropriação por utilidade pública
O Decreto-Lei n. 3.365/41 estabelece as hipóteses em que é assegurado à Administração desapropriar bens particulares por utilidade pública, determinando, ainda, o procedimento a ser seguido e as vedações aos litigantes. O procedimento extrajudicial tem início com a declaração de utilidade pública pelo órgão da Administração, que apontará em qual das dezesseis hipóteses do artigo 5º da mencionada lei o caso se subsome. O Poder Público é investido, a partir de então, com a prerrogativa de adentrar o bem para realizar medições e inspeções, podendo para tanto lançar mão de força policial. A partir da declaração, inicia-se o prazo de cinco anos para que a Administração ofereça acordo extrajudicial ou ingresse com competente ação desapropriatória.
A administração, após declarado de utilidade pública o bem, deverá notificar o expropriado, apresentando-lhe proposta de acordo indenizatório, o qual, não aceito em 15 dias, será tido por rejeitado. Inviabilizado o acordo prévio, inicia-se imediatamente a fase judicial da desapropriação, com a citação do expropriado para oferecer a contestação. Esta, por seu turno, somente poderá tratar da impugnação do preço ou das nulidades do processo, devendo as demais defesas serem apresentadas por ação direta. O poder público poderá, mediante prévio depósito em dinheiro, imitir-se desde logo na posse do bem, mesmo anteriormente à citação do réu.
Procedente a ação, incidirá sobre a diferença entre o valor da sentença e o valor da imissão da posse o percentual, a título de juros compensatórios, de 6% ao ano, contados a partir daquele último marco processual. A jurisprudência atual tem permitido que a indenização realize-se mediante expedição de precatório, desde que o ente público esteja em dia com o pagamento dos precatórios anteriores do expropriado. Caso contrário, a indenização deverá ser necessariamente em dinheiro. 

### Desapropriação-sanção
A ordem econômica brasileira tem como princípio de sua estrutura e como um direito fundamental a consagração constitucional da função social da propriedade. A partir disto, entende-se que para que haja a tutela da posse, a função social precisa ser exercida. Fredie Didier Jr. Afirma que “só há direito de propriedade se este for exercido de acordo com a sua função social”. O artigo 170 da Constituição Federal dispõe sobre os princípios que regem a ordem econômica, da seguinte forma:
“Art. 170. A ordem econômica, fundada na valorização do trabalho humano e na livre iniciativa, tem por fim assegurar a todos existência digna, conforme os ditames da justiça social, observados os seguintes princípios:
(...)
II - propriedade privada;
III - função social da propriedade;
(...)”
A Constituição Federal explicita o conteúdo da função social rural (art. 186) e da propriedade urbana (art. 182, § 2º) como sendo a adequada utilização dos bens por interesse social.
A partir desta breve introdução sobre a importância da função social da propriedade, pode-se iniciar a discussão sobre desapropriação com breves relatos históricos. Inicialmente, cumpre saber que a foi no Governo Vargas que se iniciou a funcionalização da propriedade privada, mas a desapropriação-sanção – indica as desapropriações as quais os proprietários não cumprem a função social da propriedade, e a desapropriação é aplicada em forma de sanção – só foi regulamentada no início da ditadura militar, em 1964. Já na Revolução de 30, a intervenção agrária enfrentava o latifúndio somente no discurso. No fim do século XIX, a Igreja Católica, com fundamentos bíblicos e com inspiração no pensamento teológico de Santo Tomás de Aquino, pretendia reformular a propriedade privada da terra. Mais adiante, em 1946, além da desapropriação estruturada inicialmente por Vargas, dita por necessidade ou utilidade pública, surge a desapropriação também por interesse social, com estruturas e rito processual semelhante ao da primeira. Em 1962, João Goulart solidificou a Lei nº 4.132, a qual traz a estrutura jurídica já pensada anteriormente: além da desapropriação poder ser estabelecida para segurança ou planejamento, deveria ser utilizada para construir justiça social também.
Tendo uma visão panorâmica do que ocorreu no decurso do tempo quanto à desapropriação no Brasil, podemos ir adiante e partir para a desapropriação-sanção e a sua modalidade de indenização: prévia, justa e paga em títulos da dívida agrária. 
A desapropriação-sanção é descrita no art. 19 do Estatuto da Terra de novembro de 1964 e, mais detalhadamente, em 1988 (art. 184 da Constituição Federal). Este tipo de desapropriação (sanção) objetivava desapropriar proprietários específicos, aqueles que descumpriam a função social da propriedade, não podendo estes ter tratamento igual às pessoas que eram e são desapropriadas por utilidade pública ou interesse social – desapropriação clássica –, tendo em vista que estes não contribuem para a tal desapropriação.

Ainda que a desapropriação-sanção seja aplicada como forma de sanção, como o próprio nome já diz, os desapropriados devem ter uma garantia, uma proteção, porém não em dinheiro, conforme explica SANTOS, 2009:
"Antes a proteção proprietária era necessariamente a indenização prévia, justa e em dinheiro. Agora, com a concepção antes descrita, de que o proprietário constribuíra para a desapropriação ao negligenciar o caráter social de sua propriedade, o mesmo merecia outra garantia: a de uma indenização prévia, justa, porém, não em dinheiro, mas em títulos da dívida pública, que seriam recebidos previamente à intervenção do poder público, entretanto, somente seriam pagos posteriormente, em um prazo máximo de vinte anos". 
A indenização em títulos da dívida agrária é hoje questionada como sanção eficaz, até mesmo em fazendas economicamente produtivas, que seriam seu objeto de ação natural, como também afirma SANTOS.
Na Constituição Federal de 1988, a questão da reforma agrária é tratada de forma mais ampla e sistemática, em relação à época da ditadura militar. Com a Constituição de 1988, o Brasil inaugura o Estado Democrático de Direito, que tem como fundamento a dignidade da pessoa humana (art. 1º, III). Mesmo  protegendo a dignidade humana, a nossa Carta Magna traz uma mudança importante, que é a garantia do atendimento da função social da propriedade  (art. 5º, XXIII), sendo inclusive uma cláusula pétrea. Considerando a reforma agrária como indispensável para que o Brasil consiga construir uma sociedade livre, justa e solidária, a Constituição dedica um capítulo "à reforma agrária como motivadora do cumprimento da função social da propriedade rural que  tem sua multiplicidade econômica, ambiental e social não mais prevista em legislação ordinária (como era no Estatuto da Terra), mas elevada, em minúcias, ao patamar constitucional (art. 186).
A desapropriação pode se dar devido a necessidades do Estado (conforme art. 5o XXIV, CF) ou como "sanção".
Os objetos de desapropriação podem ser móveis, imóveis, corpóreos e incorpóreos. Não são passíveis de desapropriação direitos personalíssimos, moeda corrente, pessoas físicas ou jurídicas e bens públicos.
Os beneficiários da desapropriação podem ser pessoas de direito público, delegadas ou concessionárias, ou pessoas de direito privado (como por exemplo a Associação de Pais e Amigos dos Excepcionais [APAE]), desde que haja relevante interesse público envolvido.
A desapropriação se consuma no momento do pagamento da indenização. Poderá, entretanto, haver uma emissão provisória de posse em casos em que a administração do Estado necessita do bem com urgência.

### ONGs
No Brasil, há uma ONG que auxilia os desapropriados no tocante ao fornecimento de informações acerca da desapropriação, a Associação de Defesa da Ordem Econômica e dos Desapropriados - Adesap  Esta organização trabalha de forma a informar os desapropriados sobre o funcionamento do processo envolvido e sobre os seus direitos. Também é de se destacar seu objetivo de preservação e manutenção da ordem econômica, através da adoção de medidas educativas, culturais ou mesmo judiciais.

### Proteção da propriedade
No Brasil, o direito à propriedade é assegurado pela Constituição em suas cláusulas pétreas. Além disso, o Código Civil Brasileiro costuma proteger a propriedade com muito rigor. Por outro lado, a propriedade tem de atender aos seus fundamentos sociais: se é casa, para habitação; se é terra, para o cultivo. Quando a propriedade não é exercida com finalidads para as quais foi concebida, pode ocorrer a desapropriação, segundo a teoria de Savigny, que requer o contato direto com a coisa da qual se é dono. Nestes casos, pode ocorrer a chamada ação de usucapião, que, entretanto, requer o cumprimento de várias condições prévias, para seu deferimento.